# Samfrimureri
Samfrimurarorden, Le Droit Humain är en frimurarorden som accepterar både män och kvinnor som medlemmar. Det är en internationell organisation med ledningen, ett Högsta Råd, i Paris. Länder eller områden bildar så kallade federationer med egen administration och med representanter i det Högsta Rådet. Sverige tillhör tillsammans med Danmark och Norge den Skandinaviska Federationen. 
I Sverige krävs en tro på ett Högsta Väsen. Detta krav har Skandinaviska och Brittiska Federationerna till skillnad från övriga i Le Droit Humain. Samfrimurarorden arbetar efter den Skotska Riten.

## Historik
Det internationella samfrimureriet grundades 1880 av ett antal loger som bröt sig ur den franska Storlogen. 1882 antogs i utbrytarlogen De fria tänkarna logens första kvinnliga medlem, Maria Deraismes. Detta medförde att logen uteslöts ur sin moderorden och under en tid verkade logen i det tysta. 1893 upptogs ytterligare 13 kvinnor och den 4 april 1893 upprättades logen Le Droit Humain (Människans rättighet). Den första nordiska logen grundades i Oslo 1912. Till Sverige kom samfrimureriet då landets första loge grundades i Stockholm 1918. 2019 finns fyra Le Droit Humain-loger i Sverige: två i Stockholm, en i Vänersborg och en i Malmö.

## Kända samfrimurare
Bland de mest kända samfrimurarna kan nämnas Annie Besant, feminist, ateist och mot slutet teosof.